# Каменка (Каменский сельсовет)
Ка́менка (бел. Каменка) — агрогородок в составе Каменского сельсовета Чаусского района Могилёвской области Белоруссии.
Административный центр Каменского сельсовета.

## Население
- 2010 год — 395 человек